# Liste der Baudenkmäler in Adlkofen
Auf dieser Seite sind die Baudenkmäler in der niederbayerischen Gemeinde Adlkofen zusammengestellt. Diese Tabelle ist eine Teilliste der Liste der Baudenkmäler in Bayern. Grundlage ist die Bayerische Denkmalliste, die auf Basis des Bayerischen Denkmalschutzgesetzes vom 1. Oktober 1973 erstmals erstellt wurde und seither durch das Bayerische Landesamt für Denkmalpflege geführt wird. Die folgenden Angaben ersetzen nicht die rechtsverbindliche Auskunft der Denkmalschutzbehörde.

## Baudenkmäler nach Ortsteilen

### Adlkofen
| Lage                     | Objekt                                       | Beschreibung | Akten-Nr.             | Bild                       |
| ------------------------ | -------------------------------------------- | --- | --------------------- | -------------------------- |
| Hauptstraße 7 (Standort) | Kleinbauernhaus mit Stadel                   | bekannt als „Trillerhaus“, 1665 als Obereigentum des Klosters Seligenthal erstmals erwähnt, mit anschließender Scheune, eingeschossiges Gebäude mit Flachsatteldach, mit Kniestock, geschnitzter Balkon an der Giebelseite, spätes 19. Jahrhundert.                                        | D-2-74-111-1 Wikidata | Kleinbauernhaus mit Stadel |
| Hauptstraße 9 (Standort) | Katholische Pfarrkirche St. Thomas und Mauer | Basilika, barocke Anlage mit eingezogenem Chor, Turmuntergeschosse wohl spätromanisch, Westturm mit Achteckaufsatz und Spitzhelm, mit Putzgliederung, unter Leitung von Johann Georg Hirschstetter, 1722–24; mit Ausstattung; Ummauerung des Kirchhofs, Ziegelstein, wohl 18. Jahrhundert. | D-2-74-111-2 Wikidata | weitere Bilder             |

### Baumgarten
| Lage                  | Objekt                | Beschreibung | Akten-Nr.             | Bild |
| --------------------- | --------------------- | --- | --------------------- | ---- |
| Haus Nr. 1 (Standort) | Bauernhaus mit Stadel | zweigeschossiger Flachsatteldachbau mit Blockbau-Obergeschoss und Giebelschrot, zweite Hälfte 18. Jahrhundert; Stadel, Gebäude mit Steildach, Blockbau, gleichzeitig. | D-2-74-111-4 Wikidata | BW   |

### Beutelhausen
| Lage                      | Objekt                           | Beschreibung | Akten-Nr.             | Bild |
| ------------------------- | -------------------------------- | --- | --------------------- | ---- |
| Haus Nr. 1 1/2 (Standort) | Katholische Kirche St. Michael   | Saalkirche, barocke Anlage, Nordfassade mit Turm, mit Zwiebelhaube, Lisenen- und Putzgliederung, erste Hälfte 18. Jahrhundert; mit Ausstattung. | D-2-74-111-5 Wikidata | BW   |
| Haus Nr. 5 (Standort)     | Wohnstallhaus eines Vierseithofs | zweigeschossiges Gebäude mit Flachsatteldach, Blockbau-Obergeschoss und Traufschrot, 19. Jahrhundert. | D-2-74-111-6 Wikidata | BW   |
| Haus Nr. 6 (Standort)     | Wohnstallhaus mit Nebengebäude   | zweigeschossiges Gebäude mit Flachsatteldach, Blockbau mit Trauf- und Giebelschrot sowie Hochlaube, mit Malschrot im Erdgeschoss, erste Hälfte 18. Jahrhundert; Nebengebäude mit Remise und Backofen, Satteldachbau mit Kniestock, Ziegelstein, Obergeschoss in Teilen Ständerbohlenbauweise, mit Backofen, 19. Jahrhundert. | D-2-74-111-7 Wikidata | BW   |

### Birnkofen
| Lage                  | Objekt     | Beschreibung                                                                           | Akten-Nr.             | Bild           |
| --------------------- | ---------- | -------------------------------------------------------------------------------------- | --------------------- | -------------- |
| Mitterfeld (Standort) | Wegkapelle | kleiner Sichtziegelbau mit Satteldach, zweite Hälfte 19. Jahrhundert; mit Ausstattung. | D-2-74-111-8 Wikidata | weitere Bilder |

### Dechantsreit
| Lage                  | Objekt                                    | Beschreibung | Akten-Nr.             | Bild           |
| --------------------- | ----------------------------------------- | --- | --------------------- | -------------- |
| Haus Nr. 4 (Standort) | Katholische Filialkirche St. Bartholomäus | Saalkirche, Ziegelsteinbau mit Satteldach, eingezogener Chor mit Rundbogenfries, mit Ecklisenen, Dachreiter über Westgiebel, spätromanisch, zweite Hälfte 13. Jahrhundert; mit Ausstattung. | D-2-74-111-9 Wikidata | weitere Bilder |

### Deutenkofen
| Lage                      | Objekt                             | Beschreibung | Akten-Nr.              | Bild           |
| ------------------------- | ---------------------------------- | --- | ---------------------- | -------------- |
| Dorfstraße 12 (Standort)  | Katholische Kirche Pauli Bekehrung | Saalkirche, spätgotische Anlage, Baubeginn „1444“ (bezeichnet Chor), barockisiert wohl um 1730, Kuppelturm und Sakristeianbau barock, Gliederung durch Lisenen und Dachfries am Chor; mit Ausstattung. | D-2-74-111-10 Wikidata | weitere Bilder |
| Schloßstraße 2 (Standort) | Schloss                            | dreigeschossiges Gebäude mit Walmdach, an der Südseite zwei runde, im Oberbau oktogonale Ecktürmchen mit welschen Hauben, Spätrenaissance, Anfang 17. Jahrhundert; mit Ausstattung; flankierende Nebengebäude, eingeschossige Ziegelsteinbauten mit Satteldach, 19. Jahrhundert; erhaltene Gebäude des ehemaligen dreiflügeligen Wirtschaftshofs, Nord- und Ostflügel, Ziegelsteinbauten mit Satteldach, 18./19. Jahrhundert. | D-2-74-111-11 Wikidata | weitere Bilder |

### Eglberg
| Lage                  | Objekt                   | Beschreibung | Akten-Nr.              | Bild |
| --------------------- | ------------------------ | --- | ---------------------- | ---- |
| Haus Nr. 1 (Standort) | Wohnstallhaus mit Stadel | zweigeschossiger Flachsatteldachbau mit Kniestock, mit Blockbau-Obergeschoss, Mitte 19. Jahrhundert; Stadel, Blockbau mit Satteldach, zweite Hälfte 19. Jahrhundert. | D-2-74-111-13 Wikidata | BW   |

### Engkofen
| Lage                   | Objekt                                            | Beschreibung | Akten-Nr.              | Bild                     |
| ---------------------- | ------------------------------------------------- | --- | ---------------------- | ------------------------ |
| Haus Nr. 20 (Standort) | Wohnstallhaus eines Dreiseithofs mit zwei Stadeln | zweigeschossiges Gebäude mit Flachsatteldach, mit Blockbau-Obergeschoss und Traufschrot, Giebel mit Zierhölzern, erste Hälfte 19. Jahrhundert; Blockbaustadel, Satteldachbau mit Fugenmalerei, gleichzeitig; Getreidestadel, einfacher Satteldachbau, Holzbauweise, um 1900. | D-2-74-111-14 Wikidata | BW                       |
| Haus Nr. 23 (Standort) | Ehemaliges Wohnstallhaus                          | mit Blockbau-Obergeschoss, Traufseitschrot, flach geneigtem Satteldach und Zierformen, um 1800/1820. | D-2-74-111-15 Wikidata | Ehemaliges Wohnstallhaus |

### Günzkofen
| Lage                     | Objekt                                          | Beschreibung | Akten-Nr.              | Bild           |
| ------------------------ | ----------------------------------------------- | --- | ---------------------- | -------------- |
| Kirchstraße 9 (Standort) | Katholische Kirche St. Jakob und Friedhofsmauer | Saalkirche, Anlage des 15. Jahrhunderts, barock umgestaltet, südlich Chorflankenturm mit Treppenturm und Spitzhelm, mit Lisenen und Putzgliederung; mit Ausstattung; erhaltene Teile der Friedhofsmauer, Ziegelstein, 18./19. Jahrhundert. | D-2-74-111-16 Wikidata | weitere Bilder |

### Harskirchen
| Lage                       | Objekt                               | Beschreibung | Akten-Nr.              | Bild           |
| -------------------------- | ------------------------------------ | --- | ---------------------- | -------------- |
| Harskirchen 2 (Standort)   | Wohnstallhaus                        | zweigeschossiger Satteldachbau mit Blockbau-Obergeschoss, 18./19. Jh., im Kern wohl älter; Stadel, Holzbau mit Satteldach, teilweise Blockbau, 18./19. Jh. | D-2-74-111-54          | BW             |
| Nähe Haus Nr. 5 (Standort) | Katholische Filialkirche St. Andreas | Saalkirche, Fassade mit Westturm, mit Putz- und Lisenengliederung. Mitte 18. Jahrhundert; mit Ausstattung.                                                 | D-2-74-111-17 Wikidata | weitere Bilder |
| Haus Nr. 5 (Standort)      | Wohnstallhaus                        | zweigeschossiges Gebäude mit Flachsatteldach und Blockbau-Obergeschoss, erste Hälfte 19. Jahrhundert.                                                      | D-2-74-111-18 Wikidata | Wohnstallhaus  |

### Hauslehen
| Lage                  | Objekt      | Beschreibung | Akten-Nr.              | Bild |
| --------------------- | ----------- | --- | ---------------------- | ---- |
| Haus Nr. 1 (Standort) | Einfirsthof | eingeschossiger Satteldachbau, Wohnteil überwiegend Blockbau, 1434 (dendrochronologisch datiert), mittig Stallteil als Ziegelbau, Stadel als verbretterte Ständerkonstruktion, bezeichnet „1827“, mit später eingestelltem ehemaligen Traidkasten für Stallnutzung, Blockbau. | D-2-74-111-55 Wikidata | BW   |

### Hillau
| Lage                  | Objekt                           | Beschreibung | Akten-Nr.              | Bild |
| --------------------- | -------------------------------- | --- | ---------------------- | ---- |
| Haus Nr. 1 (Standort) | Wohnstallhaus eines Vierseithofs | zweigeschossiges Gebäude mit Flachsatteldach, zweigeschossiger Blockbau, mit Trauf- und Giebelschrot, mit anschließendem Traidkasten, erste Hälfte 19. Jahrhundert. | D-2-74-111-19 Wikidata | BW   |

### Höll
| Lage                  | Objekt                                  | Beschreibung | Akten-Nr.              | Bild |
| --------------------- | --------------------------------------- | --- | ---------------------- | ---- |
| Haus Nr. 1 (Standort) | Ehemaliges Kleinbauernhaus              | zweigeschossiger Satteldachbau mit Blockbau-Obergeschoss, Giebel mit Zierhölzern, Mitte 19. Jahrhundert.                                                                                 | D-2-74-111-20 Wikidata | BW   |
| Haus Nr. 3 (Standort) | Ehemaliges Kleinbauernhaus und Backhaus | zweigeschossiger Satteldachbau mit Blockbau-Obergeschoss, Erdgeschoss Ziegelstein, Mitte 19. Jahrhundert; Backhaus, kleiner Backsteinbau mit Satteldach, erstes Drittel 20. Jahrhundert. | D-2-74-111-21 Wikidata | BW   |

### Jenkofen
| Lage                   | Objekt                                                  | Beschreibung | Akten-Nr.              | Bild                          |
| ---------------------- | ------------------------------------------------------- | --- | ---------------------- | ----------------------------- |
| Haus Nr. 13 (Standort) | Katholische Kirche Mariä Himmelfahrt und Friedhofsmauer | Staffelhalle mit eingezogenem Chor, nördlich Chorflankenturm, fünfgeschossig, mit Spitzbogenblenden und Zwiebelhaube, Gliederung durch Dreiecklisenen und Dachfries am Chor sowie abgesetzte Streben am Langhaus, mit profilierten Spitzbogenportalen an Süd-, Nord- und Westseite, spätgotisch, erste Hälfte 15. Jahrhundert; mit Ausstattung; Friedhofsmauer mit zwei Toren, jeweils spitzbogiger Tordurchlass mit steilem Treppengiebel, Ziegelstein, wohl gleichzeitig. | D-2-74-111-22          | weitere Bilder                |
| Haus Nr. 4 (Standort)  | Ehemaliges Mesnerhaus (Sölde)                           | eingeschossiger Satteldachbau mit hohem Kniestock, Blockbau über Ziegelsockel, mit eingebautem Traidkasten, 18. Jahrhundert. | D-2-74-111-23 Wikidata | Ehemaliges Mesnerhaus (Sölde) |

### Kampfrain
| Lage                  | Objekt                | Beschreibung | Akten-Nr.              | Bild |
| --------------------- | --------------------- | --- | ---------------------- | ---- |
| Haus Nr. 1 (Standort) | Ehemaliges Bauernhaus | zweigeschossiges Gebäude mit Flachsatteldach und Kniestock, Blockbau-Obergeschoss, mit Traufschrot und Giebellaube, im Kern erste Hälfte 18. Jahrhundert. | D-2-74-111-24 Wikidata | BW   |

### Kobel
| Lage                  | Objekt        | Beschreibung | Akten-Nr.              | Bild |
| --------------------- | ------------- | --- | ---------------------- | ---- |
| Haus Nr. 1 (Standort) | Wohnstallhaus | zweigeschossiger traufständiger Satteldachbau, Wohnteil Blockbau mit Malschrot, Stall im Erdgeschoss Massivbau, Anfang 19. Jahrhundert, im Kern 17. Jahrhundert. | D-2-74-111-25 Wikidata | BW   |

### Läuterkofen
| Lage                                 | Objekt                           | Beschreibung | Akten-Nr.              | Bild                             |
| ------------------------------------ | -------------------------------- | --- | ---------------------- | -------------------------------- |
| Zwischen Haus Nr. 2 und 4 (Standort) | Katholische Kirche St. Stephan   | Saalkirche, gotische Anlage, im 18. Jahrhundert barockisiert, über Westgiebel kurzer Turm mit Spitzhelm, mit Lisenengliederung; mit Ausstattung.    | D-2-74-111-27 Wikidata | weitere Bilder                   |
| Haus Nr. 2 (Standort)                | Wohnstallhaus eines Dreiseithofs | zweigeschossiger Satteldachbau mit rückwärtigem Blockbau-Obergeschoss (Traidboden), im Kern erste Hälfte 19. Jahrhundert, Aufstockung wohl um 1900. | D-2-74-111-28 Wikidata | Wohnstallhaus eines Dreiseithofs |

### Oberkühbuch
| Lage                                | Objekt     | Beschreibung                                               | Akten-Nr.              | Bild |
| ----------------------------------- | ---------- | ---------------------------------------------------------- | ---------------------- | ---- |
| am Weg nach Schwatzkofen (Standort) | Wegkapelle | kleiner massiver Bau mit Satteldach, Ende 19. Jahrhundert. | D-2-74-111-29 Wikidata | BW   |

### Obermusbach
| Lage                  | Objekt                        | Beschreibung | Akten-Nr.              | Bild |
| --------------------- | ----------------------------- | --- | ---------------------- | ---- |
| Haus Nr. 3 (Standort) | Bauernhaus eines Dreiseithofs | zweigeschossiger massiver Satteldachbau mit ländlich historistischen Zierformen und Putzgliederungen, Mitte 19. Jahrhundert. | D-2-74-111-30 Wikidata | BW   |

### Pöffelkofen
| Lage                  | Objekt                        | Beschreibung | Akten-Nr.              | Bild                          |
| --------------------- | ----------------------------- | --- | ---------------------- | ----------------------------- |
| Haus Nr. 1 (Standort) | Bauernhaus eines Vierseithofs | zweigeschossiges Gebäude mit Flachsatteldach, mit Blockbau-Obergeschoss, Trauf- und Giebelschrot, erstes Viertel 19. Jahrhundert (nach 1812). | D-2-74-111-32 Wikidata | Bauernhaus eines Vierseithofs |

### Reichersöd
| Lage                  | Objekt     | Beschreibung | Akten-Nr.              | Bild |
| --------------------- | ---------- | --- | ---------------------- | ---- |
| Haus Nr. 1 (Standort) | Bauernhaus | zweigeschossiges Gebäude mit Flachsatteldach, mit Blockbau-Obergeschoss, erbaut 1872, mit anschließender Scheune, Blockbau, wohl gleichzeitig. | D-2-74-111-33 Wikidata | BW   |

### Reichlkofen
| Lage                   | Objekt                                                 | Beschreibung | Akten-Nr.              | Bild           |
| ---------------------- | ------------------------------------------------------ | --- | ---------------------- | -------------- |
| Haus Nr. 7 (Standort)  | Stadel, Südflügel des Vierseithofs                     | lang gestreckter, zum Teil unverputzter Backsteinbau mit Satteldach, mit aufgemaltem Spruch („Papst-Kaiser-Bauer“), erbaut 1830.            | D-2-74-111-34          | weitere Bilder |
| Haus Nr. 13 (Standort) | Katholische Pfarrkirche St. Michael und Friedhofsmauer | Saalkirche, Backsteinbau, Westturm mit Spitzhelm, neugotisch, von 1876, Turmunterbau spätgotisch; mit Ausstattung; Friedhofsmauer, um 1900. | D-2-74-111-35 Wikidata | weitere Bilder |

### Ried
| Lage                  | Objekt                                   | Beschreibung | Akten-Nr.              | Bild                                     |
| --------------------- | ---------------------------------------- | --- | ---------------------- | ---------------------------------------- |
| Haus Nr. 3 (Standort) | Bauernhaus eines Dreiseithofs mit Stadel | zweigeschossiger Satteldachbau, teilverschalter Blockbau mit Trauf- und Giebelschrot, 18./19. Jahrhundert; Stadel, Blockbau mit Steildach, gleichzeitig.                                                     | D-2-74-111-36 Wikidata | Bauernhaus eines Dreiseithofs mit Stadel |
| Haus Nr. 4 (Standort) | Katholische Filialkirche St. Aegidius    | Saalkirche, massiver Ziegelbau mit Steildach, mit eingezogenem quadratischem Chor und Spitzbogenfries, Dachreiter über östlichem Langhausgiebel, frühgotisch, erste Hälfte 14. Jahrhundert; mit Ausstattung. | D-2-74-111-37 Wikidata | weitere Bilder                           |

### Riedenwies
| Lage                  | Objekt                                      | Beschreibung                                                                                                   | Akten-Nr.              | Bild |
| --------------------- | ------------------------------------------- | --- | ---------------------- | ---- |
| Haus Nr. 1 (Standort) | Wohnstallhaus eines ehemaligen Dreiseithofs | zweigeschossiges Gebäude mit Flachsatteldach, Blockbau mit Giebellaube und Traufschrot, Mitte 19. Jahrhundert. | D-2-74-111-38 Wikidata | BW   |

### Schwatzkofen
| Lage                              | Objekt        | Beschreibung | Akten-Nr.              | Bild |
| --------------------------------- | ------------- | --- | ---------------------- | ---- |
| Pettenbacher Straße 12 (Standort) | Wohnstallhaus | zweigeschossiges Gebäude mit Flachsatteldach und Blockbau-Obergeschoss, Trauf- und Giebelschrot, erbaut wohl 1814, erneuert 1868. | D-2-74-111-40 Wikidata | BW   |

### Sittlerhof
| Lage                  | Objekt                        | Beschreibung | Akten-Nr.              | Bild |
| --------------------- | ----------------------------- | --- | ---------------------- | ---- |
| Haus Nr. 1 (Standort) | Wohnstallhaus eines Einödhofs | eingeschossiges Gebäude mit Flachsatteldach und Kniestock, Wohnteil Blockbau mit Giebelschrot, bezeichnet „1790“, Überformungen des 19. Jahrhunderts, westlich Stallanbau mit Fachwerkobergeschoss, um 1900. | D-2-74-111-52 Wikidata | BW   |

### Unterkühbuch
| Lage                     | Objekt                                            | Beschreibung | Akten-Nr.              | Bild |
| ------------------------ | ------------------------------------------------- | --- | ---------------------- | ---- |
| Haus Nr. 1, 2 (Standort) | Wohnstallhaus eines Dreiseithofs und Nebengebäude | zweigeschossiger Satteldachbau mit Blockbau-Obergeschoss und Traufschrot, um 1800; Nebengebäude, Satteldachbau mit Obergeschoss-Traidboden, bezeichnet „1848“. | D-2-74-111-41 Wikidata | BW   |

### Untermusbach
| Lage                       | Objekt                   | Beschreibung | Akten-Nr.              | Bild |
| -------------------------- | ------------------------ | --- | ---------------------- | ---- |
| Haus Nr. 1 (Standort)      | Wohnstallhaus mit Stadel | zweigeschossiges Gebäude mit Flachsatteldach, Blockbau mit Traufschrot, Anfang 19. Jahrhundert; Stadel, Satteldachbau, Blockbauweise, gleichzeitig. | D-2-74-111-42 Wikidata | BW   |
| In Untermusbach (Standort) | Wohnstallhaus            | zweigeschossiger Satteldachbau mit Blockbau-Obergeschoss und eingebautem Traidboden, erste Hälfte 19. Jahrhundert.                                  | D-2-74-111-43 Wikidata | BW   |

### Wies
| Lage                  | Objekt                     | Beschreibung                                                                                                  | Akten-Nr.              | Bild |
| --------------------- | -------------------------- | --- | ---------------------- | ---- |
| Haus Nr. 1 (Standort) | Bauernhaus eines Einödhofs | zweigeschossiger Satteldachbau mit verschaltem Blockbau-Obergeschoss und Traufschrot, Anfang 19. Jahrhundert. | D-2-74-111-44 Wikidata | BW   |

### Wippenbach
| Lage                  | Objekt                               | Beschreibung | Akten-Nr.              | Bild |
| --------------------- | ------------------------------------ | --- | ---------------------- | ---- |
| Haus Nr. 1 (Standort) | Ehemaliges Hafneranwesen, Bauernhaus | zweigeschossiges Gebäude mit Flachsatteldach, verputzter Blockbau mit Trauf- und Giebelschrot, im Kern 18. Jahrhundert.                   | D-2-74-111-46 Wikidata | BW   |
| Haus Nr. 3 (Standort) | Einfirsthof                          | eineinhalbgeschossiges Gebäude mit Flachsatteldach, Blockbau mit giebelseitiger Ständerbohlenwand, im Kern zweite Hälfte 17. Jahrhundert. | D-2-74-111-47 Wikidata | BW   |

### Wollkofen
| Lage                  | Objekt                | Beschreibung | Akten-Nr.              | Bild |
| --------------------- | --------------------- | --- | ---------------------- | ---- |
| Haus Nr. 1 (Standort) | Wohnstallhaus         | zweigeschossiges traufständiges Gebäude mit Flachsatteldach und Kniestock, teilverputzter Blockbau-Obergeschoss mit Oberbodenschrot, wohl erstes Drittel 19. Jahrhundert. | D-2-74-111-49 Wikidata | BW   |
| Haus Nr. 8 (Standort) | Bauernhaus mit Stadel | zweigeschossiger traufständiger Satteldachbau, Blockbau-Obergeschoss, 1809 (dendrochronologisch datiert); Stadel mit Schopfwalmdach, Riegel-Bundwerk, gleichzeitig.       | D-2-74-111-50 Wikidata | BW   |

### Zaitzkofen
| Lage                  | Objekt        | Beschreibung | Akten-Nr.              | Bild          |
| --------------------- | ------------- | --- | ---------------------- | ------------- |
| Haus Nr. 4 (Standort) | Wohnstallhaus | zweigeschossiges Gebäude mit Flachsatteldach, Blockbau mit Traufschrot, Stallteil teilweise Ziegelstein, Anfang 19. Jahrhundert. | D-2-74-111-51 Wikidata | Wohnstallhaus |

## Ehemalige Ensembles
Die folgenden Ensembles wurden aus der Denkmalliste gestrichen.

### Ensemble Weiler Harskirchen
Das Ensemble umfasst die drei Bauernanwesen des Weilers Harskirchen, die einer kleinen Barockkirche zugeordnet sind. Der zwischen dem 8. und 10. Jahrhundert von dem Salzburger Ministerialengeschlecht der Harskircher gegründete Weiler liegt an einer alten Straßenkreuzung im ausgedehnten Rodungsgebiet des Kröninger Forstes. An den Ministerialensitz erinnert nur mehr der Ortsname und die ursprünglich adelige Eigenkirche (heute Filialkirche von Adlkofen), die Mitte des 18. Jahrhunderts erneuert wurde, aber noch eine gotische Glocke bewahrt. Die Gruppe der mit deutlichem Abstand zur Kirche gelegenen Höfe – es sind ein Dreiseit-, ein Vierseit- und ein ehemaliger Parallelhof des 18./19. Jahrhunderts – bildet in der welligen Streusiedellandschaft ein kleines Zentrum. Die Gebäude waren ursprünglich ganz aus Holz errichtet, mit flach geneigten Satteldächern und geschnitzten Zierformen. Die nahezu unberührte Lage auf freiem Feld, umstanden von Obstbäumen und Büschen, hat nur durch die Verlegung der von Norden nach Süden querenden Straße an den östlichen Ortsrand eine Veränderung erfahren. Aktennummer: E-2-74-111-1

## Ehemalige Baudenkmäler
In diesem Abschnitt sind Objekte aufgeführt, die früher einmal in der Denkmalliste eingetragen waren, jetzt aber nicht mehr. Objekte, die in anderem Zusammenhang – also z. B. als Teil eines Baudenkmals – weiter eingetragen sind, sollen hier nicht aufgeführt werden. Aktennummern in diesem Abschnitt sind ehemalige, jetzt nicht mehr gültige Aktennummern.

| Lage                               | Objekt                           | Beschreibung | Akten-Nr.              | Bild               |
| ---------------------------------- | -------------------------------- | --- | ---------------------- | ------------------ |
| Adlkofen Hauptstraße 10 (Standort) | Ehemalige Krämerei               | zweigeschossiger giebelständiger Satteldachbau mit Blockbau-Obergeschoss, mit Traufschrot, zweite Hälfte 19. Jahrhundert.                                 | D-2-74-111-3 Wikidata  | Ehemalige Krämerei |
| Kobel Haus Nr. 2 (Standort)        | Traufseitschrot des Bauernhauses | mit neugotischen Maßwerkfeldern, Mitte 19. Jahrhundert.                                                                                                   | D-2-74-111-26 Wikidata | BW                 |
| Öd Haus Nr. 3 (Standort)           | Bauernhaus eines Einödhofs       | zweigeschossiger Flachsatteldachbau in Hanglage mit Sockelgeschoss, mit Blockbau-Obergeschoss, mit Trauf- und Giebelschrot, im Kern Ende 18. Jahrhundert. | D-2-74-111-31 Wikidata | BW                 |

## Abgegangene Baudenkmäler
In diesem Abschnitt sind Objekte aufgeführt, die früher einmal in der Denkmalliste eingetragen waren, jetzt aber nicht mehr existieren, z. B. weil sie abgebrochen wurden. Aktennummern in diesem Abschnitt sind ehemalige, jetzt nicht mehr gültige Aktennummern.

| Lage                                          | Objekt                                       | Beschreibung | Akten-Nr.              | Bild                    |
| --------------------------------------------- | -------------------------------------------- | --- | ---------------------- | ----------------------- |
| Deutenkofen Schloßstraße 6 (Standort)         | Kleinbauernhaus (Sölde)                      | Blockbau-Obergeschoss mit geschnitzten Fensterpfosten, bezeichnet mit „1815“. | D-2-74-111-12 Wikidata | Kleinbauernhaus (Sölde) |
| Schwatzkofen Pettenbacher Straße 5 (Standort) | Wohnstallhaus                                | zweigeschossiges Gebäude mit Flachsatteldach, mit Blockbau-Obergeschoss, Hochlaube und Traufschrot, Giebel mit Zierhölzern, 18./19. Jahrhundert. Aktuell (April 2016) ist vorgesehen, das Gebäude abzubauen und in der Gemeinde Hohenthann wiederzuerrichten. | D-2-74-111-39 Wikidata | BW                      |
| Wolfseck Haus Nr. 1 (Standort)                | Einödhof, Wohnstallhaus einer Vierseitanlage | mit Blockbau-Obergeschoss, Trauf- und Giebelschrot, erste Hälfte 19. Jahrhundert | D-2-74-111-48 Wikidata | BW                      |